# پی‌اس هیرو
پی‌اس هیرو (به انگلیسی: PS Hero) یک کشتی است که طول آن 28.1 m می‌باشد. این کشتی در سال ۱۸۷۴ ساخته شد.